# فوریتس
فوریتس (به آلمانی: Föritz) یک شهر در آلمان است که در Sonneberg واقع شده‌است. فوریتس ۳٬۶۶۰ نفر جمعیت دارد.